# Кубок Греції з футболу 2008—2009
Кубок Греції з футболу 2008—2009 — 67-й розіграш кубкового футбольного турніру в Греції. Титул вдруге поспіль здобув Олімпіакос (Пірей).

## Календар
| Раунд        | Дата                          | Матчі | Клуби   |
| ------------ | ----------------------------- | ----- | ------- |
| Перший раунд | 30 серпня - 7 вересня 2008    | 18    | 70 → 52 |
| Другий раунд | 16-18 вересня 2008            | 18    | 52 → 34 |
| Третій раунд | 24 вересня 2008               | 2     | 34 → 32 |
| 1/16 фіналу  | 29 жовтня - 13 листопада 2008 | 16    | 32 → 16 |
| 1/8 фіналу   | 13-28 січня 2009              | 8+2   | 16 → 8  |
| 1/4 фіналу   | 4 лютого - 4 березня 2009     | 8     | 8 → 4   |
| 1/2 фіналу   | 18 березня/8-9 квітня 2009    | 4     | 4 → 2   |
| Фінал        | 2 травня 2009                 | 1     | 2 → 1   |

## 1/16 фіналу
| Команда 1               | Рахунок      | Команда 2          |
| ----------------------- | ------------ | ------------------ |
| 28 жовтня 2008          |              |                    |
| Закінтос (3)            | 0:2 дч       | Пантракікос        |
| Македонікос (3)         | 1:2          | ПАОК               |
| 29 жовтня 2008          |              |                    |
| Панетолікос (2)         | 0:2          | Лариса             |
| Етнікос (Пірей) (2)     | 0:2          | Паніоніос          |
| Діагорас (2)            | 2:3          | Олімпіакос (Пірей) |
| 30 жовтня 2008          |              |                    |
| Аполлон (Каламарія) (2) | 0:1          | Астерас (Триполі)  |
| 11 листопада 2008       |              |                    |
| Ілісіакос (2)           | 1:2 дч       | АЕК                |
| 12 листопада 2008       |              |                    |
| Агротікос (Астерас) (2) | 1:2          | ОФІ                |
| Каллітея (2)            | 1:3          | Шкода Ксанті       |
| ПАС Ламія 1964 (3)      | 1:2          | Пансерраїкос       |
| Верія (2)               | 3:1          | Трасивулос (2)     |
| Керкіра (2)             | 0:0 пен. 4:2 | Левадіакос         |
| Атромітос (Афіни) (2)   | 1:2          | Аріс               |
| Етнікос (Астерас) (2)   | 0:2          | Ерготеліс          |
| Кавала (2)              | 0:3          | Панатінаїкос       |
| 13 листопада 2008       |              |                    |
| Касторія (2)            | 2:3 дч       | Іракліс            |

## 1/8 фіналу
| Команда 1         | Рахунок | Команда 2          |
| ----------------- | ------- | ------------------ |
| 13 січня 2009     |         |                    |
| Верія (2)         | 0:0     | Паніоніос          |
| 14 січня 2009     |         |                    |
| Пантракікос       | 0:4     | Панатінаїкос       |
| ПАОК              | 0:0     | Аріс               |
| 15 січня 2009     |         |                    |
| Ерготеліс         | 0:3     | Шкода Ксанті       |
| 20 січня 2009     |         |                    |
| Астерас (Триполі) | 2:0     | Іракліс            |
| 21 січня 2009     |         |                    |
| Пансерраїкос      | 1:0     | Лариса             |
| ОФІ               | 0:2     | Олімпіакос (Пірей) |
| 22 січня 2009     |         |                    |
| АЕК               | 1:0     | Керкіра (2)        |

Перегравання
| Команда 1     | Рахунок      | Команда 2 |
| ------------- | ------------ | --------- |
| 28 січня 2009 |              |           |
| Паніоніос     | 2:0          | Верія (2) |
| Аріс          | 0:0 пен. 8:9 | ПАОК      |

## 1/4 фіналу
| Команда 1                | Заг.    | Команда 2          | 1-й матч | 2-й матч |
| ------------------------ | ------- | ------------------ | -------- | -------- |
| 4 лютого/4 березня 2009  |         |                    |          |          |
| Пансерраїкос             | 3:2     | Панатінаїкос       | 0:0      | 3:2      |
| ПАОК                     | 1:2 дч  | Олімпіакос (Пірей) | 1:0      | 0:2      |
| 18/25 лютого 2009        |         |                    |          |          |
| Шкода Ксанті             | 2:2 (ч) | АЕК                | 2:1      | 0:1      |
| 18 лютого/4 березня 2009 |         |                    |          |          |
| Паніоніос                | 0:2     | Астерас (Триполі)  | 0:1      | 0:1      |

## 1/2 фіналу
| Команда 1                | Заг. | Команда 2          | 1-й матч | 2-й матч |
| ------------------------ | ---- | ------------------ | -------- | -------- |
| 18 березня/8 квітня 2009 |      |                    |          |          |
| АЕК                      | 3:1  | Пансерраїкос       | 3:1      | 0:0      |
| 18 березня/9 квітня 2009 |      |                    |          |          |
| Астерас (Триполі)        | 3:4  | Олімпіакос (Пірей) | 2:2      | 1:2      |

## Фінал
| 2 травня 2009 20:30 (EEST) |

| АЕК                            | 4:4      | Олімпіакос (Пірей)                         |
| ------------------------------ | -------- | ------------------------------------------ |
| Бланко 4', 8' Скокко 90', 107' | Протокол | Дербішир 47', 90+6' Дуду 72' Галлетті 102' |

| Олімпійський стадіон, Афіни Глядачів: 48 594 Арбітр: Анастасіос Какос |

| |       | Пенальті |  |
| Кафес · Бланко · Скокко · Едіньйо · Майсторович · Нсаліва · Саха · Пельєт'єрі · Георгеас · Кафес · Бланко · Скокко · Едіньйо · Майсторович · Нсаліва · Саха · Пельєт'єрі | 14:15 | Оскар · Дуду · Діого · Домі · Джорджевич · Торосідіс · Беллускі · Нікополідіс · Анцас · Оскар · Дуду · Діого · Домі · Джорджевич · Торосідіс · Беллускі · Нікополідіс |  |